# 側抑制

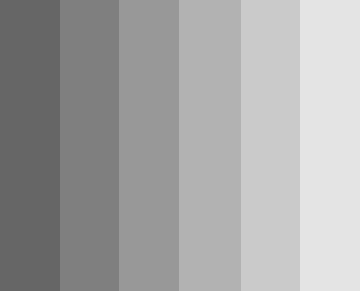
側抑制によって引き起こされると言われるマッハバンド錯視では、隣接するグレーの境界に沿って暗い領域がさらに暗く見え、明るい領域がさらに明るく見える。

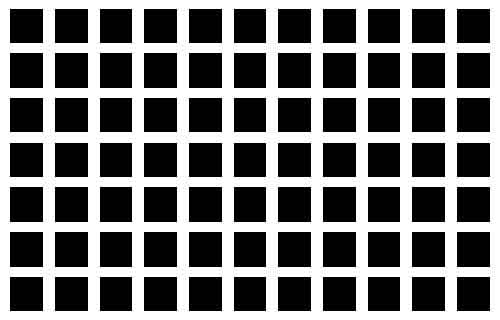
ハーマングリッド錯視は側抑制によって引き起こされると考えられている。

側抑制（そくよくせい、英: Lateral inhibition）または側方抑制（そくほうよくせい）は、興奮した神経細胞が隣接する神経細胞の活動を抑制させる機能。これにより、刺激の対比が生まれ、感覚的な知覚が向上する。これは神経細胞の横方向の拮抗作用である。側抑制は、視覚の処理で言及されることが多いが、触覚、聴覚、嗅覚の処理でも発生する。

## 視覚における側抑制
側抑制は、視覚のコントラストとシャープさを高める。この現象は哺乳類では網膜で発生する。暗闇では、小さな光刺激が桿体細胞や錐体細胞といった視細胞を反応させる。刺激の中心にある桿体は「光」信号を脳に伝達するが、刺激の側にある別の視細胞は、水平細胞からの側抑制により「暗い」信号を脳に送ります。この明暗のコントラストにより、よりシャープな画像が作成される。デジタル処理でのアンシャープマスクに似ている。このメカニズムは、色の対比効果やマッハバンド錯視、ハーマングリッド錯視などを生み出すと考えられている。